# Szpilman Award

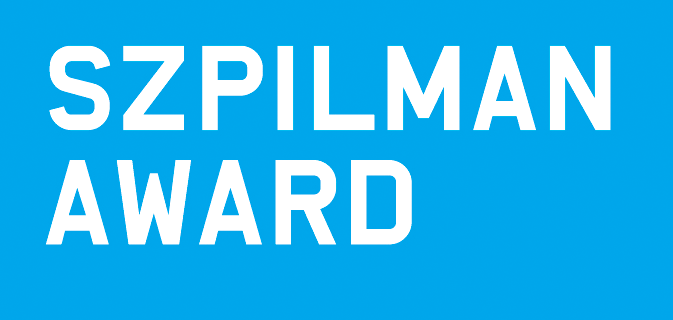
Il logo di Szpilman Award.

Lo Szpilman Award è un premio annuale d'arte. Viene assegnato ad opere artistiche istantanee o temporanee. Lo scopo del premio è quello di promuovere tali opere le cui forme consistono in situazioni effimere. È stato presentato per la prima volta nel 2003 ed è tuttora l'unico premio per opere effimere in tutto il mondo. Chiunque vi può partecipare.

## Storia
Lo Szpilman Award è stato lanciato nel 2003. È fondato, finanziato e organizzato dal gruppo Szpilman, formato da artisti tedeschi. All'inizio, il premio Szpilman è stato pubblicizzato solo in Germania, dal 2004 è aperto anche alle opere artistiche provenienti dal resto d'Europa e dal 2006, grazie al crescente interesse pubblico, alle opere di tutto il mondo. La giuria si compone di esperti internazionali d'arte. Il vincitore dell'anno precedente farà sempre parte della giuria dell'edizione successiva.
Il premio per il vincitore consiste in: un trofeo, una borsa di studio di dieci giorni in Cimochowizna (Polonia), comprensivo di spostamento e alloggio, una somma in denaro il cui ammontare è variabile.
Parallelamente all'iscrizione allo Szpilman Award si raccolgono i fondi per la borsa di studio.

## Vincitori e Finalisti
| Anno | Vincitore                                                | Opera                                                                | Finalisti                                                                                |
| ---- | -------------------------------------------------------- | -------------------------------------------------------------------- | ---------------------------------------------------------------------------------------- |
| 2003 | Julia Weidner (Germania)                                 | 'Keep on'                                                            | Shannon Bool David Borchers Karin Felbermayr Stefan Hurtig Alice Musiol Gudrun Schuster  |
| 2004 | Catrin Bolt (Austria)                                    | 'Ausstellung in der galerie.kärnten'                                 | Shannon Bool David Borchers & Gregor Schubert Matthias Lehmann Alice Musiol Gloria Zein  |
| 2005 | Albert Heta (Kosovo)                                     | 'Embassy of the Republic of Kosova, Prague, Czech Republic'          | Wolfgang Breuer C5 Sarah Ortmeyer Michael Part Simone Slee Adrian Williams               |
| 2006 | Martin Flemming (Germania)                               | 'Wenn jeder denkt, es ist für alle, dann füttert niemand die Fische' | Oleg Burjan Pol Matthé Stefanie Trojan                                                   |
| 2007 | Doug Fishbone (Gran Bretagna) Michał Sznajder (Polonia)  | 'Untitled (Muslim in Cage in Freud Museum)' 'Here'                   | Evangelia Basdekis Anja Brendle & Sebastian Höhmann MeMe Marc Nothelfer Poison Idea      |
| 2008 | Kamila Szejnoch (Polonia)                                | 'Swing'                                                              | Giorgina Choueiri Julia Dick Sai Hua Kuan Kate Mitchell Chris Richmond                   |
| 2009 | Hank Schmidt in der Beek (Germania)                      | 'In den Zillertaler Alpen'                                           | Jennyfer Haddad Gerard Herman Jaroslav Kyša Roy Menahem Markovich Alexander Thieme       |
| 2010 | Sara Nuytemans & Arya Pandjalu (Paesi Bassi & Indonesia) | 'Treebute from Yogya'                                                | Anna Gohmert Jennyfer Haddad Maria Victoria Muñoz Castillo Berndnaut Smilde Tomas Werner |
| 2011 | Jaroslav Kyša (Gran Bretagna)                            | 'The Barrier'                                                        | Jaś Domicz David Horvitz Petr Krátký Jinho Lim Péter Szabó                               |
| 2012 | Miná Minov (Bulgaria)                                    | 'Bribe a Jury'                                                       | Kush Badhwar Alex Jones Max Schranner Amanda Wachob                                      |

## Giuria
- Bernd Euler (Germania)
- Lise Harlev (Danimarca)
- Anna Henckel-Donnersmarck (Germania)
- Leonard Kahlcke (Gran Bretagna)
- Patrick Koch (Germania)
- Tina Kohlmann (Groenlandia)
- Claus Richter (Germania)
- Tina Schott (Belgio)
- Michał Sznajder (Polonia)
- Vincitore dell'anno precedente